# Sense & Sensitivity
Sense & Sensitivity conocido en América Latina como Sensatez y Sensibilidad es el sexto episodio de la primera temporada de la serie de televisión estadounidense Ángel. Escrito por Tim Menear y dirigido por James A. Contner, se estrenó originalmente el 9 de noviembre de 1999.

## Argumento
La fría, violenta y dura oficial de Policía Kate Lockley hace todo lo posible para detener al pequeño Tony, un reconocido y poderoso jefe criminal de la ciudad. Una misión a la que le pone mucho esfuerzo llegando a descansar muy poco y adquiriendo una aptitud casi corrupta a la hora de investigar el caso, un detalle que no les gusta para nada a sus superiores. En su intento por atrapar al criminal, Kate le pide a Ángel interceptar al pequeño Tony pero con la condición de no intervenir en la captura.
Ángel no obedece las órdenes de Kate y toma el asunto por sus propias manos, deteniendo al pequeño Tony de escapar de la ciudad para el disgusto de Kate. Lleno de un deseo incontenible de venganza, el pequeño Tony llama a su abogado Lee Mercer, un empleado de la firma de abogados Wolfram&Hart quien viene con una orden para trasladar a su cliente a otra comisaría debido a una supuesta serie de abusos de violencia corrupta por parte de la oficial Lockley. 
Como consecuencia en la comisaría se comienzan a emplear extraños cursos de sensibilidad sugeridos por Lee y dirigidos por Allen Lloyd, un extraño que planea secciones y hace dinámicas con los policías, entre las cuales incluye conversaciones en un círculo social en las que solo se puede hablar con "el palo de la palabra". Estas secciones son en realidad parte de un plan sobrenatural del abogado Lee Mercer para liberar a su cliente. Mientras en tanto en Investigaciones Ángel, Cordelia y Doyle están teniendo dificultades con su jefe cuya insensibilidad para tratarlos y apreciar sus servicios van de mal en peor. Por si fuera poco el vampiro se muestra muy duro para expresarse y reconocer sus errores. 
Cuando Ángel descubre que Kate está siendo cada vez más sensible en su carácter y que el pequeño Tony está aliado con los abogados de W&H. El vampiro comienza a temer por la seguridad de Kate. Tratando de advertirle a su amiga del peligro, Ángel decide enfrentar a Allen que se revela como un lacayo de W&H y logra escapar del vampiro después de tocarlo con "el palo de la palabra", el cual al parecer será el causante del esperado complot en contra de Kate. 
Kate asiste a una reunión de policías para celebrar la jubilación de su padre Trevor Lockley y dedicarle unas palabras en un discurso. No obstante, durante su discurso Kate y algunos policías se abren a sus emociones más ocultas, avergonzando al oficial Lockley quien se retira avergonzado. Triste, Kate decide regresar a la comisaría donde están el resto de los policías sensibilizados y un liberado Tony, quien se prepara para matarla. Cordelia y Doyle descubren el plan del criminal y tratan de detenerlo pero tienen un pequeño problema: Ángel ha sido sensibilizado como Kate y la mayoría de los policías indefensos. Haciéndolo expresar sus emociones e inseguridades ocultas a sus amigos y volviéndose casi un pacifista. 
Para sorpresa de Cordelia y Doyle, Angel aun conserva sus motivaciones para pelear y con ayuda de Kate, ambos derrotan al pequeño Tony y detienen el motín desatado por el resto de los criminales sueltos. 
Al día siguiente Lee Mercer decide cortar su contrato con el pequeño Tony debido a que el criminal no se acató al plan original de solo escapar de prisión y por lo tanto pone en peligro la imagen de W&H. Mientras Trevor Lockley reprende a su hija por el mal rato que lo hizo pasar la noche anterior.

## Elenco

### Principal
- David Boreanaz como Angel.
- Charisma Carpenter como Cordelia Chase.
- Glenn Quinn como Allen Francis Doyle.

## Producción

### Redacción
El episodio fue escrito por Tim Menear. Según lo comentado por el guionista, la historia original era crear un episodio con policías tan sensibles que simplemente no podían cumplir con su deber. El escritor Tim Menear declaró que el personaje El Pequeño Tony Papazian es una parodia de los Soprano.

## Continuidad
- El padre de Kate, Trevor Lockley aparece por primera vez en la serie.
- Bajo los efectos de la maldición sensibilizadora Kate declara la atracción que Doyle siente por Cordelia. Aunque lo curioso es que Cordelia lo considera de manera más seria.